# Fosforisterna

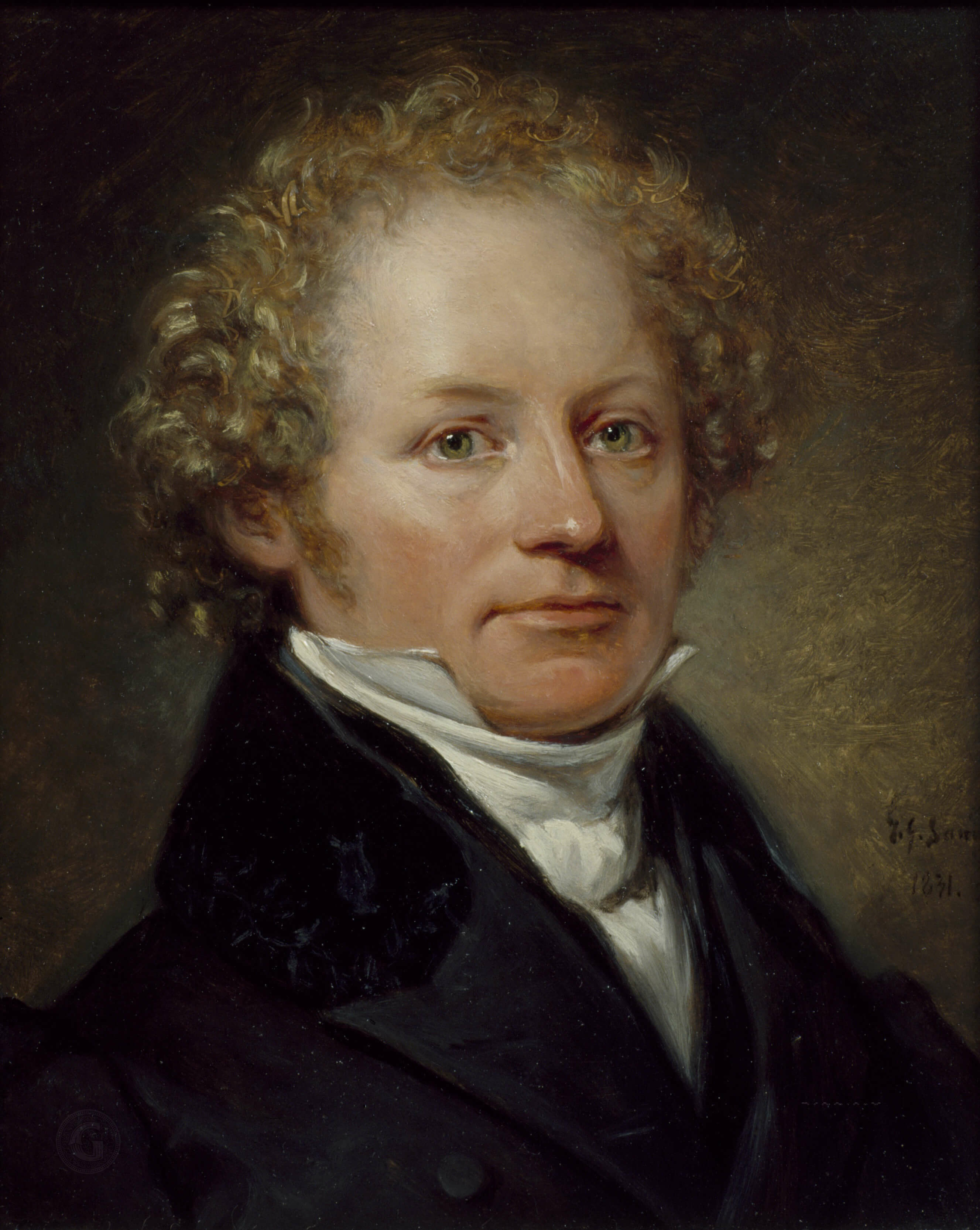
Atterbom räknas som en av fosforisterna.

Fosforisterna (Nya skolan) kallades en grupp nyromantiska diktare i Sverige, i synnerhet de som skrev i tidskriften Phosphoros.
Fosforisterna hävdade känslans och fantasins rätt gentemot upplysningstidens förståndsdyrkan. De unga skalderna uppehöll sig med förkärlek i medeltidens romantiska tillvaro med dess ideal av ridderlighet och svärmisk kvinnodyrkan, med dess fasta tro på det underbara och dess kärlek till det fantastiska.
Den främste skalden bland fosforisterna var Atterbom med dennes alster "Blommorna", "Lycksalighetens ö", "Fågel blå" (ofullbordad); jämte honom märks lyrikern Elgström, psalmisten Hedborn, novellisten Palmblad, humoristen Carl Fredric Dahlgren, den Atterbom närstående lyrikern "Euphrosyne" (Julia Nyberg). Som kritiker verkade Hammarsköld, Atterbom, Palmblad.